# Piranhea trifoliata
Piranhea trifoliata là một loài thực vật có hoa trong họ Picrodendraceae. Loài này được Baill. miêu tả khoa học đầu tiên năm 1866.